# Dynomene praedator
Dynomene praedator är en kräftdjursart som beskrevs av Alphonse Milne-Edwards 1879. Dynomene praedator ingår i släktet Dynomene och familjen Dynomenidae. Inga underarter finns listade i Catalogue of Life.